# Église de la Sainte-Trinité de Pont-de-Ruan
Pour les articles homonymes, voir Église de la Sainte-Trinité.
L'église de la Sainte-Trinité de Pont-de-Ruan est une église paroissiale affectée au culte catholique dans la commune française de Pont-de-Ruan, dans le département d'Indre-et-Loire.
Son portail est inscrit comme monument historique en 1926.

## Localisation
L'église est bâtie à une centaine de mètres de la rive gauche de l'Indre, au sommet d'une butte qui domine la rivière d'une petite dizaine de mètres. Une fontaine réputée miraculeuse se trouve à proximité.

## Histoire
Grégoire de Tours rapporte que l'évêque de Tours Brice fait construire une église à Pont-de-Ruan vers 444 en réutilisant les murs d'une maison gallo-romaine abandonnée depuis plus d'un siècle.
L'édifice, peut-être dévasté lors des raids vikings sur la Loire au IXe siècle, est reconstruit à partir du début du XIe siècle mais le portail principal et diverses modifications apportées aux baies de la nef appartiennent au XIIe siècle tandis le chœur date du XIIIe siècle. Un clocher-peigne est ajouté à l'extrémité orientale de la nef à l'époque moderne.
Un cimetière, sur le parvis de l'église, est utilisé du XIIe au XIXe siècle. D'autres sépultures sont présentes à l'intérieur de l'édifice, mais elles ne couvrent que la période du XIVe au XVIIIe siècle,.
Le portail de l'église est inscrit comme monument historique en 1926.

## Architecture et mobilier

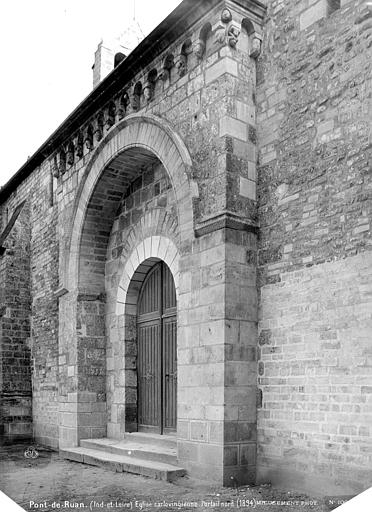
Portail de l'église.

## L'église de Pont-de-Ruan dans la littérature
Dans son roman Le Lys dans la vallée, Honoré de Balzac évoque l'église de Pont-de-Ruan en ces termes : « […] voilà le village du Pont-de-Ruan, joli village surmonté d’une vieille église pleine de caractère, une église du temps des croisades, et comme les peintres en cherchent pour leurs tableaux. »

## Pour en savoir plus